# Kief
Kief è un centro abitato (city) degli Stati Uniti d'America, situato nella Contea di McHenry, nello Stato del Dakota del Nord. Nel censimento del 2000 la popolazione era di 13 abitanti. La città è stata fondata nel 1908. Appartiene all'area micropolitana di Minot.

## Geografia fisica
Secondo i rilevamenti dell'United States Census Bureau, la località di Kief si estende su una superficie di 3,20 km², tutti occupati da terre.

## Popolazione
Secondo il censimento del 2000, a Kief vivevano 13 persone, ed erano presenti 3 gruppi familiari. La densità di popolazione era di 4 ab./km². Nel territorio comunale si trovavano 18 unità edificate. Per quanto riguarda la composizione etnica degli abitanti, il 100% era bianco.
Per quanto riguarda la suddivisione della popolazione in fasce d'età, il 23,1% era al di sotto dei 18, lo 0% fra i 18 e i 24, il 38,5% fra i 25 e i 44, il 7,7% fra i 45 e i 64, mentre infine il 30,8% era al di sopra dei 65 anni di età. L'età media della popolazione era di 42 anni. Per ogni 100 donne residenti vivevano 62,5 maschi.